# École de science politique de la Sorbonne

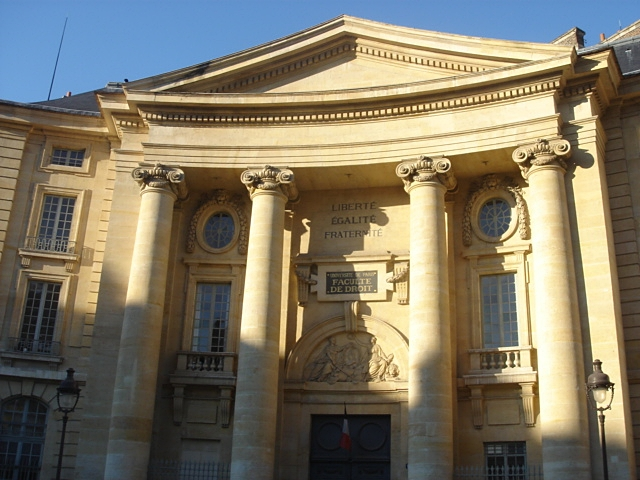
Façade de l'École de droit de l'Université de Paris 1 Panthéon Sorbonne.

L’École de science politique de la Sorbonne est l'UFR de science politique de l’Université Paris 1 Panthéon-Sorbonne.  Elle est actuellement dirigée par Julien Frétel.
Elle constitue en France la seule institution universitaire exclusivement vouée à l'enseignement et la recherche en science politique, cette discipline dépendant des facultés de droit dans les autres universités françaises. Elle est aussi la seule école doctorale de science politique de France. Deux laboratoires lui sont associés au CNRS.

## Histoire
À la suite de la loi Edgar Faure, la faculté de droit de l'université de Paris est divisée en 1970 entre les universités Paris-I, Paris-II, Paris-IX, Paris-X, Paris-XII et Paris-XIII. Elle est alors créée sous le nom de Département de science politique de la Sorbonne à l'initiative de Maurice Duverger, Madeleine Grawitz, Léo Hamon et Marcel Merle,,. Anciennement nommée UFR 11, elle devient Ecole de science politique de La Sorbonne en 2023, afin de conforter le sentiment d'appartenance et d'attractivité de la composante.

## Formations
Elle enseigne en licence et master, et prépare au doctorat en science politique.
Le département de science politique propose un master 2 de science politique pourvu de sept parcours de spécialisation.

## Professeurs
Plusieurs politistes y ont enseigné parmi lesquels Jean-Claude Colliard (président de Paris I de 2009 à 2012), Maurice Duverger, Jacques Lagroye, Pierre Birnbaum, Philippe Braud, Pierre Birnbaum, Daniel Gaxie, Michel Dobry, Johanna Siméant, Frédérique Matonti, Gilles Dorronsoro, Philippe Marchesin, Bastien François, Yves Déloye, Michel Offerlé, Loic Blondiaux, Jean-Marie Cotterêt.

## Anciens étudiants
Jean-Jacques Urvoas (ancien Garde des Sceaux), Alexis Bachelay (député des Hauts-de-Seine), Laurence Ferrari (journaliste), Valérie Trierweiler (journaliste), Stéphane Fouks (chef d'entreprise), Caroline Fourest (journaliste), Frédéric Leturque (maire d'Arras), Adrienne de Malleray (journaliste), William Sweet (philosophe), Vanessa Burggraf (journaliste).